# Pielenhofen
Pielenhofen è un comune tedesco di 1 388 abitanti, situato nel land della Baviera.
Dal 2010 Pielenhofen è gemellata con Cerrione, in Italia.